# 勝野武彦
勝野 武彦（かつの たけひこ、1944年-　）は、日本の造園学者。日本大学名誉教授。日本大学生物資源科学部で長きにわたり研究と後進の育成にあたった。農学博士（日本大学）。岐阜県出身。ビオトープの第一人者

## 略歴
1967年、日本大学農獣医学部 農学科 卒業。
1970年、東京大学大学院農学系研究科 農業生物学専攻修士課程修了。 
1973-74年、ドイツのハノーファー工科大学造園学科留学。
1993年4月 - 2010年、日本都市計画学会 評議員。
1993年5月 - 2009年、環境情報科学センター 評議員。
1994年4月 - 2008年、農村計画学会 評議員。
1994年4月 - 2008年、農村計画学会 理事。
1995年4月 - 2009年、日本緑化工学会 評議員。 
1995年4月 - 2003年、日本緑化工学会 理事。
1995年、環境情報科学センター 評議員,常務理事,理事。
1997年、日本芝草学会 評議員、理事。
1999年 - 2000年、日本造園学会 関東支部長。
1999年 - 2001年、日本造園学会 理事(監査),常務理事(編集担当),副会長。
2005年 - 2009年、日本造園学会 代議員。
2008年 - 2010年、農村計画学会 顧問。

## 作品
- 地域環境と連携したレーベンスガルテン山崎環境共生住宅のランドスケープ計画設計技術 2000年

## 賞与
- 1981年日本造園学会賞
- 第38回日本公園緑地協会北村賞受賞。
- 平成27年度日本造園学会賞上原敬二賞受賞。
- 2011年 農村計画学会賞（業績） 農村計画における緑地整備と自然環境保全の統合
- 2024年 瑞宝小綬章[2]

## 所属学会
日本造園学会 日本緑化工学会 農村計画学会 環境情報科学センター 日本都市計画学会 日本芝草学会 国際造園学会(IFLA:International Feadration of Landscape Architect) 

## 著書
- 『農村計画学』（共著, 朝倉書店  2012年）
- 『多摩川河川敷及び流域緑地における草地管理と草地性小動物の生息規定要因の関係把握』（とうきゅう環境浄化財団、2010年）
- 『植物の百科事典』（共著, 朝倉書店  2009年）
- 『農村再構築の課題と方向』（共著, 農村計画学会（シンポジウム報告）農林統計協会  2006年）
- 『生物環境科学入門』（共著, 森北出版  2004年）
- 『農業と生態系 水田の多面的機能』（共著, 龍渓書舎  2004年）
- 『環境と資源の安全保障』（共著, 共立出版  2003年）
- 『水環境ウオッチング 地球・人間そしてこれから』（共著, 技報堂出版  2000年）
- 『緑のまちづくりへのコンセプト―自然環境との共生「環境共生の都市づくり」新時代の都市計画』（共著, ぎょうせい  2000年2月
- 『エコロード』（共著, ソフトサイエンス社、1997年）
- 『農村計画学への展開』（共著, 農林統計協会  1993年）
- 『もり 人 まちづくり丹波の森のこころみ』（共著, 学芸出版社  1993年）
- 『エコロジカル・デザイン』（共著, ぎょうせい  1992年）
- 『東南アジア農業と環境保全』（共著, 龍渓書舎、1992年）
- 『河川と小川』（バイエルン州水利庁, バイエルン州内務省建設局 [著] 福留脩文と 翻訳・監修、西日本科学技術研究所、1992年）
- 『ビオトープ 緑の都市革命』（共著, ぎょうせい  1990年）
- 『緑の景観と植生管理』（共著, ソフトサイエンス社、1987年）
- 『造園学』（共著, 朝倉書店、1986年）